# Ross Molony

a Compétitions nationales et continentales officielles uniquement.

b Matchs officiels uniquement.
Dernière mise à jour le 4 mars 2025.
Ross Molony, né le 11 mai 1994 à Dublin (Irlande), est un joueur irlandais de rugby à XV jouant au poste de deuxième ligne à Bath Rugby en Premiership depuis 2024.
Avec la province du Leinster, où il joue de 2015 à 2024, il remporte le championnat à quatre reprises en 2018, 2019, 2020 et 2021.

## Biographie

### Jeunesse et formation
Ross Molony naît le 11 mai 1994 à Dublin. Son grand-père, Jack Molony est un ancien international irlandais de rugby à XV, qui compte une cape en 1950, face à l'Écosse,.
Ross Molony fréquente le St. Michael's College avec qui il remporte la Leinster Schools Rugby Senior Cup (en) en 2012. Il rejoint le Leinster à partir de la catégorie des moins de 18 ans. Il représente également son pays chez les moins de 18, 19 et 20 ans. Avec l'équipe d'Irlande des moins de 20 ans, il participe au Tournoi des Six Nations des moins de 20 ans 2014 où l'Irlande termine en quatrième position et au Championnat du monde junior 2014 où les Irlandais atteignent le dernier carré de la compétition. Pour la demi-finale face à l'Angleterre, Molony est titulaire, mais les siens sont battus 42 à 15 par les futurs vainqueurs.

### Débuts professionnels avec le Leinster (2015-2017)
Ross Molony fait ses débuts avec le Leinster le 20 février 2015, à l'occasion de la quinzième journée de Pro12 de la saison 2014-2015, contre les Zebre, lorsqu'il entre en jeu à la place de Shane Jennings en seconde période. Il joue 21 minutes et son équipe s'impose 29 à 8,. Alors qu'il n'était pas sur la feuille de match, il intègre le banc des remplaçants au dernier moment lorsque Ben Marshall (en) se tord la cheville à l'échauffement de ce match, ce qui lui permet de jouer son premier match. Molony est ensuite intégré à l'équipe professionnelle en cette fin de saison afin de l'habituer au niveau du Pro12 en préparation pour la saison prochaine où il est amené à obtenir du temps de jeu grâce aux départs de nombreux internationaux en sélections nationales durant la Coupe du monde 2015. Pour sa première saison, il ne joue que deux matchs de championnat, deux entrées en jeu.
Durant la saison 2015-2016, il gagne du temps de jeu et de l'importance au Leinster. Il profite notamment des nombreuses absences liées à la Coupe du monde pour jouer les premiers matchs de la saison. Il participe au total à 21 rencontres, dont 13 en tant que titulaire. Sa province termine première de la phase régulière du Pro 12 puis se qualifie en finale après avoir éliminé l'Ulster en demi-finale. En finale, face au Connacht, Molony est titulaire en deuxième ligne aux côtés de Mick Kearney (en). Cependant, le Connacht crée la surprise et s'impose pour la première fois de son histoire dans la compétition en remportant ce match sur le score de 20 à 10,.
En 2016-2017, il continue d'être titularisé régulièrement avec sa province qui termine deuxième de la phase régulière derrière le Munster, puis est éliminé en demi-finale par les Scarlets qui remportent ensuite le championnat. Cette saison, il joue 22 matchs toutes compétitions confondues. Son profil et son leadership pour son jeune âge plaisent beaucoup à son entraîneur Leo Cullen qui compte sur lui pour les saisons à venir.

### Quadruple vainqueur du Pro14 en 2018, 2019, 2020 et 2021
Pour sa quatrième saison professionnelle en 2017-2018, Ross Molony participe à dix-neuf rencontres dont onze en tant que titulaire et a beaucoup progressé. Le Leinster se qualifie dans un premier temps en finale de la Coupe d'Europe après avoir éliminé les Saracens et les Scarlets. En finale, face au Racing 92, il n'est pas dans le groupe qui bat les Français sur le score de 15 à 12. De même en championnat, son équipe atteint la finale du Pro14 où elle affronte les Gallois des Scarlets. Molony ne joue pas cette finale qui voit son équipe s'imposer 40 à 32. Il remporte toutefois le premier titre de sa carrière.
Lors de la saison 2018-2019, il joue dix-huit matchs toutes compétitions confondues, dont neuf titularisations. Le Leinster se qualifie pour les phases finales de championnat auxquelles il ne participe pas à cause d'une blessure au dos l'éloignant des terrains pendant presque trois mois. Il manque ainsi la finale de la Coupe d'Europe perdue par les siens face aux Saracens sur le score de 20 à 10,. Il fait cependant son retour pour la finale du Pro14, durant laquelle sa province affronte les Écossais des Glasgow Warriors. Il n'est pas titulaire pour cette rencontre mais entre en jeu à quelques minutes de la fin du match à la place de Rhys Ruddock et son équipe s'impose sur le score de 15 à 18.
Durant la saison 2019-2020, le Leinster atteint de nouveau la finale du Pro14. Pour ce match, face à l'Ulster, Ross Molony n'est pas sur la feuille de match, mais son équipe s'impose tout de même 27 à 5,. Cette saison, il joue quatorze rencontres malgré l'arrêt prématuré des compétitions lié à la pandémie de Covid-19.
De même la saison suivante, en 2020-2021, le Leinster atteint encore la finale du Pro14. Cette fois, face au Munster, Ross Molony commence la rencontre sur le banc des remplaçants avant d'entrer en jeu à la 73e minute à la place de Ruddock et son équipe l'emporte une fois de plus, sur le score de 16 à 6,. Il remporte ainsi le Pro14 pour la quatrième saison consécutive. Aussi il joue son 100e match avec le Leinster cette saison. À l'issue de cette saison, durant laquelle il a joué 20 matchs, il est sélectionné pour la première fois en équipe d'Irlande par Andy Farrell en juin 2021, afin de participer aux tests internationaux d'été face aux États-Unis et au Japon. Âgé de 27 ans, il fait partie des onze joueurs pas encore capés appelés dans ce groupe,,. Cependant, il ne connaît pas sa première cape à cette occasion.

### Finaliste de la Coupe d'Europe en 2022, 2023 et 2024
En 2021-2022, il joue au total 23 matchs pour 18 titularisations inscrivant un essai. Sa province se qualifie dans un premier temps en finale de la Coupe d'Europe après avoir éliminé le Connacht, les Leicester Tigers et le Stade toulousain. En finale, face au Stade rochelais, il est titulaire en deuxième ligne avec James Ryan. Il joue 76 minutes avant d'être remplacé par Joe McCarthy mais son équipe est battue sur le score de 21 à 24. En United Rugby Championship, le Leinster est éliminé en demi-finale par l'équipe sud-africaine des Bulls. En grande forme durant la saison, il n'est cependant pas convoqué en équipe nationale pour le Tournoi des Six Nations 2022,.
En début de saison 2022-2023, Ross Molony joue un match avec les Ireland Wolfhounds (en), l'équipe réserve de l'Irlande. Il entre en jeu à la place de Joe McCarthy lors d'une défaite 47 à 19 face aux All Blacks XV (en), l'équipe réserve de la Nouvelle-Zélande. Début janvier 2023, il n'est pas convoqué en équipe d'Irlande pour disputer le Tournoi des Six Nations. Cependant, après la blessure d'Iain Henderson Ross Molony est finalement appelé en remplacement pour les deux dernières rencontres du tournoi,. Encore une fois sélectionné, il ne connais toujours pas sa première cape avec le XV du Trèfle, mais l'Irlande remporte la compétition en réalisant le Grand Chelem. De retour avec le Leinster, son équipe est dans un premier temps éliminée en demi-finale du United Rugby Championship par le Munster qui remportera la compétition. Toutefois, la province se qualifie en finale de la Champions Cup où elle affronte le Stade rochelais pour la seconde année consécutive. Pour cette rencontre, Molony est titulaire en deuxième ligne accompagné par James Ryan, joue l'intégralité de la rencontre mais les Rochelais l'emportent une fois de plus, sur le score de 27 à 26. Il perd ainsi sa deuxième finale dans la compétition en deux ans,.
En 2023-2024, il joue vingt-deux matchs toutes compétitions confondues dont treize titularisations. Molony est titulaire en demi-finale de la Champions Cup et bat les Northampton Saints 20-17, le Leinster se qualifiant ainsi pour la finale de la compétition pour la troisième fois d'affilée. En finale contre le Stade toulousain, Ross Molony n'est pas dans le groupe irlandais, Jason Jenkins lui étant préféré. Encore une fois, le Leinster est battu en finale, sur le score de 31-22. En championnat, les Leinstermen sont éliminés en demi-finale par les Sud-Africains des Bulls.

### Transfert en Angleterre à Bath (depuis 2024)
Après dix saisons jouées au Leinster, Ross Molony quitte la province et rejoint l'Angleterre où il s'engage pour trois ans à Bath Rugby,.

## Statistiques

### En province
| Saison         | Club           | Championnat               | Championnat | Championnat | Compétitions de l'ECPR | Compétitions de l'ECPR | Compétitions de l'ECPR |
| Saison         | Club           | Compétition               | Matchs      | Essais      | Compétition            | Matchs                 | Essais                 |
| -------------- | -------------- | ------------------------- | ----------- | ----------- | ---------------------- | ---------------------- | ---------------------- |
| 2014-2015      | Leinster       | Pro12                     | 2           | -           | Coupe d'Europe         | -                      | -                      |
| 2015-2016      | Leinster       | Pro12                     | 19          | -           | Coupe d'Europe         | 2                      | -                      |
| 2016-2017      | Leinster       | Pro12                     | 17          | 3           | Coupe d'Europe         | 5                      | -                      |
| 2017-2018      | Leinster       | Pro14                     | 16          | -           | Coupe d'Europe         | 3                      | -                      |
| 2018-2019      | Leinster       | Pro14                     | 15          | -           | Coupe d'Europe         | 3                      | -                      |
| 2019-2020      | Leinster       | Pro14                     | 12          | -           | Coupe d'Europe         | 2                      | -                      |
| 2020-2021      | Leinster       | Pro14                     | 15          | -           | Coupe d'Europe         | 2                      | -                      |
| 2020-2021      | Leinster       | Pro14 Rainbow Cup         | 3           | 1           | Coupe d'Europe         | 2                      | -                      |
| 2021-2022      | Leinster       | United Rugby Championship | 15          | -           | Coupe d'Europe         | 8                      | 1                      |
| 2022-2023      | Leinster       | United Rugby Championship | 15          | -           | Champions Cup          | 8                      | -                      |
| 2023-2024      | Leinster       | United Rugby Championship | 18          | 2           | Champions Cup          | 4                      | -                      |
| Total Leinster | Total Leinster | Total Leinster            | 147         | 6           | Compétitions de l'EPCR | 37                     | 1                      |

### Internationales

#### Équipe d'Irlande des moins de 20 ans
Ross Molony a disputé neuf matchs avec l'équipe d'Irlande des moins de 20 ans en une saison, prenant part à une édition du Tournoi des Six Nations des moins de 20 ans en 2014 et à une édition du Championnat du monde junior en 2014. Il n'a pas inscrit de points.

#### Équipe d'Irlande
Ross Molony a été convoqué plusieurs fois en équipe d'Irlande mais n'a pour l'instant jamais connu sa première cape.

## Palmarès
- Leinster
  - Finaliste du Pro12 en 2016.
  - Vainqueur du Pro14 en 2018, 2019, 2020 et 2021.
  - Finaliste de la Coupe d'Europe en 2019, 2022 et 2023.
- Bath Rugby
  - Vainqueur de la Challenge Cup en 2025.
  - Vainqueur du Championnat d'Angleterre en 2025.